# Български народни празници и обичаи
В основата на българските народни празници и обичаи е народният светоглед в България. 
Празниците и обичаите в миналото са използвани за добра реколта, здраве на домашните животни, благополучие в семейството. Те са подредени в по-голямата си част в календарна последователност (гражданският календар на страната в началото на 21.век е Грегорианският, а църковният православен - Новоюлианският; нефиксираните, подвижни празници по традиция се изчисляват по правилата, определени от времето на Юлианския календар и в този порядък се вписват в съответното за годината издание на православния календар, който в него започва на същата дата - 1 януари - на която започва и светският). Хората от поколения предават устно историите, свързани с тях, като по този начин запазват националната култура и наследство. Засягат и различни страни и проявления на фолклора и популярната култура. 

## История
Произходът и развитието на българските празници и обичаи са много разнообразни от етническа и идейна гледна точка. Представите, залегнали в основата им произлизат основно от съчетание на езически и аврамистически (предимно християнски, но също и някои характерни за мюсюлманите и юдаистите) разбирания за света и живота, а практиките свързани с тях са се наслоявали в течение на цялата история на българския народ, но и често я предхождат.
Първи възникват предсказанията, гаданията и обредните забрани с предохранителен характер. Запазени са следи от култа към Слънцето, водата и огъня, както и от култа към мъртвите и прадедите (култ към предците). 
След покръстването на България традиционни за населението й тогава празници придобиват християнски облик, впоследствие се добавят и нови, съобразно новата религия. На определен етап от утвърждаването на феодалните отношения по българските земи, като протест срещу порядките им, а най-вече - срещу злоупотребите с тях - възниква учението на богомилите (вероятно под влияние на някои византийски и близкоизточни секти, като павликяните и манихеите). Богомилите, които се изявяват и като борци срещу църковната йерархия и обредност, следват собствен календар, съставен от 10 месеца от по 36 дена, а всяка седмица от 6 дена. Последният ден от седмицата е бил за тях празничен ден, а празнуването по време на петте работни дни е било забранено. След изтичането на десетте месеца на календара, в края на обикновената година се прибавят 5 „мъртви“ дни без име, празници, посветени на Силата на сътворението. При високосна година се прибавя още 1 мъртъв ден, посветен на Силата на разрушението. Също по времето на Първата и Втората българска държава, но и по-късно (особено в периоди на уния), част от населението възприема католицизма и съответно - някои от традициите му.
С установяването по българските земи на османските турци и след завладяването от тях на Второто българско царство, част от населението (станала известна като помаци) приема исляма. Наред с характерните за него празници (Байрам, Рамазан) помаците, които въобще продължават да говорят на български език, запазват в значителна степен и традиционния за българите бит и култура и донякъде празнуват и типичните за християнското население празници (например Хадърлез, явяващ се вариант на Гергьовден).
След Освобождението част от земите, населени традиционно с българи остават извън тези на Третата българска държава, но в значителна степен тамошните българи водят сходен културен живот с населяващите я.
В по-ново време ред обичайни за българите култови практики са усвоени и от циганите (ромите), част от които има и българско самосъзнание (например - джоревци/джуревци), а много от тях са и православни християни (главно измежду т.нар. дисикане рома/български цигани). Също така българските празници и обичаи са разпространявани по света от българската диаспора.

## Празници
По своята същност празниците и обичаите са календарни, родови (и професионални) и семейни.

### Календарни
Календарните празници са свързани с годишната смяна на сезоните (в обстановката на умерения климатичен пояс и в условия типични за Балканския полуостров). Те са съсредоточени около зимното и лятно слънцестоене и пролетното и есенното равноденствие. Съпътствайки определени стопански дейности, те са насочени към успешното им протичане и са свързани с възгледа, че то най-вероятно ще се случи, ако не престава придържането към древни религиозни и магически представи и поверия.
Зимните празници и обичаи са наситени с гадания и предсказания за бъдещето и ритуали за плодородие, както и въобще такива целящи получаването на някаква подкрепа свише; често са свързани с имената на различни светци, в повечето случаи - раннохристиянски или ранносредновековни. Сред зимните празници са: Андреевден (30 ноември), Варвара (4 декември), Сава (5 декември), Никулден (6 декември), св. Ана (9 декември), Спиридон (12 декември), Модест (18 декември), Нащаша/Насташа/Света Чьорна, честван в деня на св. Анастасия (22 декември), Игнажден (20 декември), Коледа (25 декември), Василовден или Сурва (1 януари), св. Силвестър (2 януари), Кръста (5 януари), Йордановден (6 януари), Ивановден (7 януари), Бабинден (8 януари), Антоновден (17 януари), Атанасовден (18 януари), Петльовден (20 януари), Трифоновден (1 февруари), св. Харалампий (10 февруари), Власовден (11 февруари).
Пролетните празници осигуряват добра реколта и са свързани със култове към прадедите и също често свързани с култа към светците и със своеобразно превъплъщаване на хронологията на Новия завет. В края на пролетта са обичаите за измолване на дъжд Пеперуда и Герман. Пролетни празници са и: Сирни заговезни (подвижна дата), Тодорова неделя, Тодоровден (подвижна дата), Кукери, Баба Марта (1 март), Свети четиридесет мъченици (9 март), Благовещение (25 март), Лазаровден (подвижна дата), Връбница, Цветница (подвижна дата), Великден (подвижна дата), Томина неделя (на апостол Тома), Празна неделя (седмицата след Великден), Иеремия (1 май), Гергьовден (6 май), Летен Никулден (9 май), Св. Герман (12 май), Св. св. Константин и Елена (21 май).
Обичаите и обредите по време на летните празници целят предпазване на реколтата от природни бедствия. Извършваните през есента обичаи са повлияни от вид жертвоприношения, чрез които се изказва благодарност на предците (и други свръхестествени сили) за оказаната помощ. Такъв характер имат раздаването на първите узрели плодове, курбаните и службите, както и задушниците. Летни и есенни празници са: Спасовден (подвижна дата), Русалска седмица, Летен Тодоровден (8 юни), Вартоломей и Елисей (11, 14 юни), Еньовден (24 юни), Петровден (29 юни), свети Врач (1 юли), Летен св. Атанас (5 юли), св. Прокопий (8 юли), Горещници (15, 16 и 17 юли), Илинден (20 юли), Лятна св. Ана (25 юли), св. Пантелей, св. Седмочисленици (27 юли), Макавей (1 август), Преображение (6 август), Голяма Богородица (15 август), Секновение (29 август), Симеоновден (1 септември), Кръстовден (14 септември), Петковден (14 октомври), Димитровден (26 октомври), Мишин ден (27 октомври), Архангеловден (8 ноември), Вълчи празници.

### Родови (и професионални)
В основата на родовите празници и обичаи е почитането на християнски светец или свръхестествено същество, за които се смята че специално покровителстват семейството, родствената (родово-племенната) група , някакво място, някакво съсловие или професия, както и селския/градския колектив.

### Семейни
Семейните обичаи и обреди отбелязват най-важните етапи от човешкия живот.
Обичаите, свързани с раждането, се групират около бременността, момента на раждането и опазването на новороденото и майката до 40-ия ден, след него.

## Обичаи
Обичаите са най-често съпътствани от празници. Такива са:
- Андреевден
- Антоновден
- Архангеловден
- Баба Марта, Мартеници – 1 март
- Борене с яйца на Великден
- Бъдни вечер
- Бъдник
- Великден
- Вълчи празници
- Гергьовден
- Герман Градушкар
- Гонене на змей
- Горещници
- Димитровден
- Еньовден
- Еньова буля
- Ивановден
- Кокоша черква
- Конски кушии на Тодоровден
- Кръстовден
- Лазаруване (Лазаров ден)
- Макавеи
- Мратинци
- Надпяване на пръстените – 1 януари Ладуване
- Нестинарски танци
- Никулден
- Нов огън, Жив огън, Млад огън
- Паликош
- Пеперуда
- Петльовден
- Русалска седмица/Калуша
- Сирни заговезни/Ората копата – палене и прескачане на огън за здраве и въртене на запалени оратници
- Сурва (на нова година), кукери (на Нова година и Сирни заговезни) и коледари (на Коледа)
- Тодорова неделя
- Трифон Зарезан
- Тричане на куче (Люлеене на кучета) на Песи понеделник[2]
- Хвърляне на върбови клонки на Цветница
- Хвърляне на кръста в реката на Йордановден
- Цветница